# Equivalent Concrete Performance Concept
Het Equivalent Concrete Performance Concept is een certificering voor beton waarvan de samenstelling afwijkt van de Europese norm EN 206-1. Hierdoor kan gebruik van het beton toegestaan worden, mits aan bepaalde voorwaarden voldaan wordt. Het wordt voornamelijk gebruikt voor beton waarin alternatieven voor cement verwerkt zijn.

## Voorwaarden
Een betonsamenstelling die niet volgens de EN 206-1 is samengesteld, kan aanvaard worden indien men aantoont dat het nieuwe beton even goed presteert als het genormeerde beton voor de betreffende milieuklassen. Cementgehalte en watercementfactor zijn hierbij belangrijke factoren.  De vergelijking met het genormeerde beton wordt getest aan de hand van volgende eigenschappen:
- Druksterkte
- Carbonatatieweerstand
- Chloridenmigratie
- Vorst-dooiweerstand
- Eventuele andere eisen

Wanneer het nieuwe beton even goed of zelfs beter scoort, kan een gebruiksattest aangevraagd worden bij certificerende instellingen.

## Normering
De normen die gelden inzake beton zijn:
- EN 206-1: legt minimumeisen van betonsamenstelling vast voor verschillende milieuklassen
- NBN B15-100: Belgische aanvulling
- CUR aanbeveling 48: Nederlandse aanvulling

Deze nationale aanvullingen dienen om de functionele beschrijving van het Equivalent Concrete Performance Concept uit te werken.

## Betonsamenstelling
Genormeerd beton is een zeer duurzaam materiaal, dit voornamelijk dankzij de toenemende hoeveelheid cement bij strengere milieuklassen. Cement is echter een kostbare component en heeft een relatief hoge impact op het milieu. Mede hierom worden in de betonsector alternatieve bindmiddelen toegepast zoals vliegassen en hoogovenslakken. Hierdoor kan in veel gevallen het (portland)cementgehalte worden gereduceerd. Ook andere gerecycleerde grondstoffen kunnen bijdragen tot een economischer of minder milieubelastende betonsamenstelling:
1. Gebruik van residuele producten van de betonindustrie, bijvoorbeeld steenstof (uit breken van aggregaten), betonslurry (van het wassen van mixers) of betonpuin
2. Gebruik van residuele producten van andere industrieën, bijvoorbeeld vliegas van steenkoolcentrales en slakken uit de metaalindustrie
3. Gebruik van nieuwe types cement met een verlaagde ecologische impact (gemineraliseerd cement, kalktoevoeging, uit afval afgeleide brandstoffen)

## Duurzaamheid
Bij de productie van beton vindt CO2-uitstoot plaats. Groen beton ontstaat uit hergebruik of wordt zodanig samengesteld, dat het zo milieuvriendelijk mogelijk is. Enkele voorwaarden vooraleer men de term 'groen beton' mag gebruiken in Nederland:
- CO2-uitstoot door betonproductie is verlaagd met 30%
- Het beton bevat minstens 20% residueel materiaal, gebruikt als aggregaten
- De residuele overblijfselen vanuit de betonindustrie worden gebruikt in de eigen betonproductie
- Nieuwe residuele producten, voorheen weggegooid, worden gebruikt in betonproductie
- CO2-neutraal: uit afvalstoffen gewonnen brandstoffen vervangen minstens 10% van de fossiele brandstoffen in de cementproductie